# Absentia (film)
Absentia is een Amerikaanse horrorfilm uit 2011, geschreven, gemonteerd en geregisseerd door Mike Flanagan en geproduceerd door FallBack Plan Productions. De belangrijkste fotografiefase van de film werd gefinancierd via de projectpagina van de film op de crowdfunding-website Kickstarter. In de film speelt Courtney Bell een zwangere vrouw wier vermiste echtgenoot even weer verschijnt na een onverklaarbare afwezigheid van zeven jaar.

## Verhaal
Tricia's echtgenoot Daniel wordt al zeven jaar vermist. Haar jongere zus Callie komt nu al een paar maanden bij haar, omdat Tricia hem na lange tijd eindelijk als dood in absentia wil aangeven. Terwijl Tricia de oude spullen van Daniel doorzoekt, wordt Callie aangetrokken door een mysterieuze tunnel in de buurt van het huis. Ze ontdekt dat er nog veel meer mensen zijn verdwenen in de buurt van de tunnel en in al deze gevallen wordt er gesproken over een mysterieus wezen. Hoe meer ze over de tunnel te weten komen, hoe groter het gevaar dat ze zichzelf stellen.

## Rolverdeling
| Acteur             | Personage         |
| ------------------ | ----------------- |
| Katie Parker       | Callie Russel     |
| Courtney Bell      | Tricia Riley      |
| Dave Levine        | Det. Ryan Mallory |
| Justin Gordon      | Det. Lonergan     |
| Morgan Peter Brown | Daniel Riley      |
| James Flanagan     | Jamie Lambert     |
| Doug Jones         | Walter Lambert    |
| Scott Graham       | Dr. Elliott       |

## Release en ontvangst
De film ging in première op  3 maart 2011 op het Fargo Film Festival. Op Rotten Tomatoes heeft Absentia een waarde van 87% en een gemiddelde score van 6,90/10, gebaseerd op 15 recensies.